# Erebus obliquemaculata
Erebus obliquemaculata là một loài bướm đêm trong họ Erebidae.